# Скарпаньино
Антонио дель Аббонди (итал. Antonio Abbondi), известный также как Скарпаньино (итал. Scarpagnino — «Башмачок, ботиночек»; ок. 1475, Грозьо, Ломбардия — 6 ноября 1549, Венеция) — архитектор и скульптор позднего итальянского Возрождения венецианской школы.

## Биография

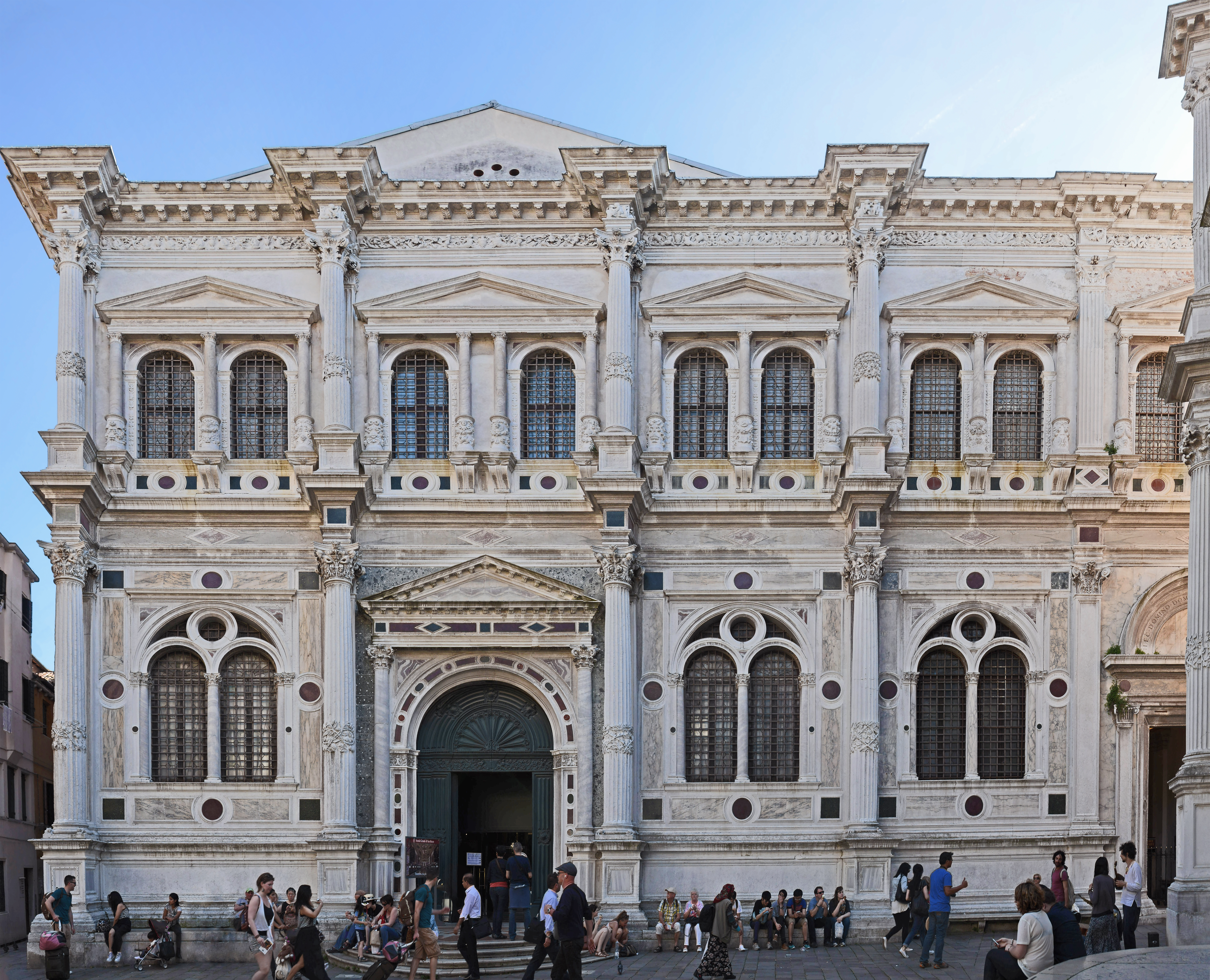
Скуола Сан-Рокко, законченная Скарпаньино

Антонио дель Аббонди происходил из семьи потомственных каменщиков в Грозьо, селения в Вальтеллине, области Ломбардия (Северная Италия). О нём сохранились сведения с 1505 года, когда он был назначен суперинтендантом (старшим смотрителем) вместо Джорджо Спавенто реконструкции Фондако-деи-Тедески (немецкого подворья) в Венеции, завершённой в 1508 году.
В 1505 году ему было поручено строительство церкви Сан-Себастьяно. 10 января 1514 года пожар охватил весь район Риальто и вошёл в историю как один из самых разрушительных для Венеции. Одним из важных сгоревших зданий была церковь Сан-Джованни-Элемозинарио, храм, находившийся под покровительством дожей, основанный семьей Тревизо.
Реконструкция всего района Риальто была поручена Скарпаньино, который также спроектировал реконструкцию церкви в чистом стиле итальянского Возрождения. Он также принял решение вписать церковь в контекст однородных и смежных зданий. Фактически, пространство перед церковью было спроектировано таким образом, чтобы там могли разместиться уличные торговцы, за счет арендной платы которых церковь могла получать средства для своего содержания. Реконструкция церкви была завершена около 1531 года, в первые годы правления дожа Андреа Гритти (1523—1538). Церковь сразу же украсили произведения известных художников того времени, таких как Тициан, Якопо Пальма Младший, Джованни Антонио де Саккис, известный как Порденоне.
Помимо церкви, еще одним важным проектом является Палаццо деи Диечи Сави, большой дворец с портиками недалеко от Риальто, спроектированный как резиденция одной из главных магистратур Венецианской республики. Он принимал участие в строительстве церкви Сан-Фантин, но после его смерти руководство работами было поручено Якопо Сансовино.
В 1534 году Скарпаньино работал в Скуоле Гранде ди Сан-Рокко, для которой спроектировал новую лестницу. Он работал в Палаццо Контарини делле Фигура, названном так из-за двух скульптурных фигур под балконом, затем над проектированием и строительством церкви Санта-Мария-Дзобениго и в Кастельфорте Сан-Рокко. Он также работал во Дворце дожей в Венеции. С 1527 года Скарпаньино входил в состав Скуолы Гранде-ди-Сан-Марко, для которой он выполнил модель большого алтаря в верхнем зале.
В своем завещании от 27 июля 1548 года он оставил свои дома в Венеции и дом с землёй, расположенные в Дзианиго, недалеко от Мирано, своей жене Орсе и сыну, священнику Джамбаттисте.